# سنجاب‌نما
سنجاب‌نما (نام علمی: Sciurumimus) نام یک گونه از بالاخانواده مگالوساروید است.